# Agaronia jesuitarum
Agaronia jesuitarum is een slakkensoort uit de familie van de Olividae. De wetenschappelijke naam van de soort is voor het eerst geldig gepubliceerd in 1988 door López, Montoya & López.